# Helmut Berninger
Helmut Günter Berninger (* 5. August 1927 in München; † 1. Juli 2011 ebenda) war ein deutscher Maler, Architekt und Philosoph.

## Leben
Helmut Berninger absolvierte von 1942 bis 1944 eine Malerlehre. 1945 erhielt er die Einberufung zur Marine und geriet in Kriegsgefangenschaft. Von 1947 bis 1948 studierte er Malerei an der Akademie der Bildenden Künste München bei Willi Geiger. In den Jahren 1949 bis 1956 schuf er Holzschnitte, Illustrationen, Vignetten in verschiedenen Kunstzeitschriften, Feuilletons (Süddeutsche Zeitung, Neue Zeitung), Theaterprogramme. Im Jahr 1953 entschloss er sich, ausschließlich abstrakt zu malen.

## Schriften
Über das Urteilsvermögen in der Kunst. Raumvorstellung und Kompositionsvermögen des Menschen in der Kunst. Formale Ausarb. gemeinsam mit Michael Kopfermann. München, Berninger, 1965. XIV, 405 S.